# 幸福大道站
幸福大道站位于中华人民共和国四川省资阳市，是成都市域铁路资阳线的一座车站，于2024年9月29日启用。

## 车站概要
幸福大道站位于资阳市雁江区幸福大道与娇子大道交叉口，是自成都方向的第四个车站，资阳境内的第二个车站。规划建设期间，本站曾用名“娇子大道站”。但“娇子大道站”与成都地铁5号线“交子大道站”同音，为便于今后运营与管理，经成都轨道交通集团建议，改名为“幸福大道站”。

## 车站结构
幸福大道站为地下岛式站台车站。
| 地面              | 0    | 出口A–D                                                                                                 |
| 地下一层          | 站厅 | 自助购票 客服中心                                                                                       |
| 地下二层          | 站台 | \| \| \| S3线往福田（资阳临空） \| \| 島式 · 開左邊车门 \| \| \| \| \| \| S3线往资阳北站（苌弘广场） \| |
|                   |      | S3线往福田（资阳临空）                                                                                  |
| 島式 · 開左邊车门 |      | |
|                   |      | S3线往资阳北站（苌弘广场）                                                                              |

## 出入口
本站目前开放5个出入口。
|              |                     |                                                                |      |
| 编号         | 设施                | 指示                                                           | 照片 |
|              |                     | 娇子大道二段、幸福大道、槐树东路                               |      |
| 出口 · B · 1 | 无障碍电梯          | 仁德西路、娇子大道二段、四川大学华西资阳医院·资阳市中心医院    |      |
| 出口 · B · 2 |                     | 仁德西路、娇子大道二段                                         |      |
| 出口 · C     |                     | 娇子大道二段、仁德西路                                         |      |
| 出口 · D     | 无障碍卫生间 哺乳室 | 娇子大道二段、幸福大道、资阳市人民政府、资阳市自然资源和规划局 |      |

## 历史
- 2021年12月29日，幸福大道站主体结构封顶。[3]
- 2024年9月29日，幸福大道站启用。